# Pablo Tamburrini
Pablo Andrés Tamburrini Bravo (* 14. Dezember 1975 in Santiago) ist ein ehemaliger chilenisch-palästinensischer Fußballspieler. Der defensive Mittelfeldspieler bestritt 21 Länderspiele für die palästinensische Nationalmannschaft.

## Karriere

### Verein
Pablo Tamburrini, auch Tambu genannt, begann seine Profikarriere 2010 beim CD Palestino, auch wenn er erst bei seiner Leihstation San Antonio Unido in der Tercera A debütierte. 2011 wurde er erneut in die Tercera A verliehen. Zurück bei Palestino konnte Tamburrini überzeugen und erkämpfte sich unter Trainer Emiliano Astorga einen Stammplatz. Das Team arabischer Einwanderer qualifizierte sich für die Copa Sudamericana 2014. Mitte 2014 setzte der neue Trainer Pablo Guede von Palestino nicht mehr auf die Dienste von Tamburrini und der Defensivakteur wurde erst an die Santiago Wanderers und 2015 an San Luis verliehen. 2016 wechselte Tamburrini nach Palästina, die Heimat seiner Eltern, und schloss sich Al-Bireh an. Nach seiner Rückkehr nach Chile spielte er erneut für San Antonio Unido, Lautaro de Buin und Deportes Valdivia jeweils in der Segunda División.

### Nationalmannschaft
Tamburrini entschied sich für die palästinensische Nationalmannschaft, dem Land seiner Eltern, aufzulaufen. Er debütierte im Juni 2015 in der Qualifikation zur Weltmeisterschaft 2018 gegen Saudi-Arabien und erzielte bei der 2:3-Niederlage den zwischenzeitlichen 1:2-Anschlusstreffer. Bei der WM-Qualifikation spielte er in sieben der acht Partien, jedoch schied Palästina in der Gruppenphase der zweiten Runde aus. Nach weiteren Freundschaftsspielen bestritt Tamburrini beim 0:0-Unentschieden gegen Syrien bei der Fußball-Asienmeisterschaft 2019 sein letztes Länderspiel. Insgesamt kam er 21 Mal für die palästinensische Nationalmannschaft zum Einsatz und erzielte dabei einen Treffer.